# Chrysler New Yorker
Chrysler New Yorker — американский полноразмерный легковой автомобиль, выпускавшийся Chrysler Corporation как модель с 1939 по 1996 год.
Бо́льшую часть своей истории эта модель занимала в модельном ряду корпорации промежуточное положение между более дешёвыми массовыми моделями и эксклюзивными Chrysler Imperial и Imperial, примерно соответствуя автомобилям таких конкурентных брендов, как Buick, Oldsmobile и Mercury.
После прекращения производства автомобилей под маркой Imperial в 1976 году, New Yorker стал флагманом концерна, и удерживался в этом положении до самого снятия с производства, с краткими перерывами в 1981—1983 и 1990—1993, когда на несколько лет было возрождено имя «Imperial».